# Tournée des quatre tremplins 2017-2018
Navigation
Édition précédente Édition suivante
La 66e édition de la tournée des quatre tremplins se déroule du 29 décembre 2017 au 6 janvier 2018.
La tournée des quatre tremplins (en allemand : Vierschanzentournee) est une compétition de saut à ski. Elle a lieu annuellement depuis 1953 sur quatre tremplins différents, deux en Allemagne et deux en Autriche, autour du nouvel an.
Ce tournoi revêt une très grande importance aux yeux des spécialistes de la discipline du saut à ski.
Il a été remporté par le sauteur polonais Kamil Stoch, qui en a remporté toutes les épreuves, égalant ainsi la performance, jusque là unique, de Sven Hannawald lors de la Tournée 2001/02.

## Attribution des points
Le classement de la tournée des quatre tremplins est effectué en additionnant les points obtenus à chaque saut (longueur et notes de style), ceux qui servent à déterminer le classement de chaque compétition de saut à ski quelles qu'elles soient.

Les quatre concours de cette tournée comptent aussi chacun pour la coupe du monde masculine de saut à ski 2017-2018, et apportent aux concurrents des points selon les mêmes modalités que les autres concours : 100 points au premier, 80 au deuxième... et un point au 30e.

## Calendrier
| q | Qualification | C | Concours |

| Évènements           | Calendrier | Calendrier | Calendrier | Calendrier | Calendrier | Calendrier | Calendrier | Calendrier | Calendrier | Calendrier | Calendrier |
| Évènements           | 29         | 30         | 31         | 1          | 2          | 3          | 4          | 5          | 6          |            |            |
| Évènements           | Décembre   | Décembre   | Décembre   | Janvier    | Janvier    | Janvier    | Janvier    | Janvier    | Janvier    |            |            |
|                      |            |            |            |            |            |            |            |            |            |            |            |
| Oberstdorf HS 137    | q          | C          |            |            |            |            |            |            |            |            |            |
| Garmisch HS 140      |            |            | q          | C          |            |            |            |            |            |            |            |
| Innsbruck HS 130     |            |            |            |            |            | q          | C          |            |            |            |            |
| Bischofshofen HS 140 |            |            |            |            |            |            |            | q          | C          |            |            |
|                      |            |            |            |            |            |            |            |            |            |            |            |

## Classements
|      | \| Rang \| Nom \| Points \| \| ---- \| -------------------- \| ------ \| \| 1 \| Kamil Stoch \| 1108.8 \| \| 2 \| Andreas Wellinger \| 1039.2 \| \| 3 \| Anders Fannemel \| 1021.3 \| \| 4 \| Junshirō Kobayashi \| 1021.1 \| \| 5 \| Robert Johansson \| 1009.4 \| \| 6 \| Dawid Kubacki \| 1003.0 \| \| 7 \| Markus Eisenbichler \| 993.8 \| \| 8 \| Daniel-André Tande \| 992.3 \| \| 9 \| Johann André Forfang \| 977.4 \| \| 10 \| Jernej Damjan \| 974.1 \| |        |
| Rang | Nom | Points |
| 1    | Kamil Stoch | 1108.8 |
| 2    | Andreas Wellinger | 1039.2 |
| 3    | Anders Fannemel | 1021.3 |
| 4    | Junshirō Kobayashi | 1021.1 |
| 5    | Robert Johansson | 1009.4 |
| 6    | Dawid Kubacki | 1003.0 |
| 7    | Markus Eisenbichler | 993.8  |
| 8    | Daniel-André Tande | 992.3  |
| 9    | Johann André Forfang | 977.4  |
| 10   | Jernej Damjan | 974.1  |

### Tableau récapitulatif
| Étape | Lieu          | Épreuve | Date             | Vainqueur   | Deuxième           | Troisième         | Leader de la Tournée |
| ----- | ------------- | ------- | ---------------- | ----------- | ------------------ | ----------------- | -------------------- |
| 1     | Oberstdorf    | HS 137  | 30 décembre 2017 | Kamil Stoch | Richard Freitag    | Dawid Kubacki     | Kamil Stoch          |
| 2     | Garmisch      | HS 140  | 1er janvier 2018 | Kamil Stoch | Richard Freitag    | Anders Fannemel   | Kamil Stoch          |
| 3     | Innsbruck     | HS 130  | 4 janvier 2018   | Kamil Stoch | Daniel-André Tande | Andreas Wellinger | Kamil Stoch          |
| 4     | Bischofshofen | HS 140  | 6 janvier 2018   | Kamil Stoch | Anders Fannemel    | Andreas Wellinger | Kamil Stoch          |